# Tasmin Archer
Tasmin Archer (født 3. august 1963 i Bradford) er en engelsk popsanger.

## Diskografi
- Great expectations (1992)
- Bloom (1995)